# پیوند یونی

اتم‌های سدیم و فلوئور تحت واکنش بازآفرینی اکسایش-کاهش برای تشکیل سدیم فلوئورید قرار می‌گیرند. سدیم برای رسیدن به آرایش الکترونی پایداری خود الکترون بیرونی خود را از دست می‌دهد و این الکترون به صورت یک فرایند گرمازا (اگزوترمیک) به اتم فلوئور وارد می‌شود. یون‌های با بار متضاد؛ که معمولاً شمار آن‌ها بسیار است، پس از آن با جذب یکدیگر شکل جامد در می‌آیند.

پیوند یونی یا پیوند الکترووالانسی (به انگلیسی: Ionic bond) نوعی پیوند شیمیایی بر پایهٔ جذب متقابل نیروی الکترواستاتیک، بین یون‌های ناهمنام است. پیوند یونی پایهٔ اولیهٔ تعامل در ترکیبات یونی است. یون‌ها، اتم‌هایی هستند که یک یا چند الکترون از دست داده یا به دست آورده‌اند.
ترکیبات یونی متشکل از تعداد زیادی آنیون و کاتیون هستند که با طرح معین هندسی در کنار هم قرار گرفته‌اند و یک بلور به وجود می‌آورند. هر بلور، به سبب جاذبه‌های منفی ـ مثبت یون‌ها به هم نگه داشته شده است. فرمول شیمیایی یک ترکیب یونی نشانه ساده‌ترین نسبت یون‌های مختلف برای به وجود آوردن بلوری است که از نظر الکتریکی خنثی باشد. به این نوع ترکیب، ترکیب یونی می‌گویند. این پیوند که الکترووالانسی نیز نام دارد بین یک فلز و نافلز رخ می‌دهد. به‌طور کلی پیوندهای شمیایی نتیجه‌ای از تمایل اتم‌ها برای داشتن لایه آخر تکمیل شده است که این تلاش در فلزات با از دست دادن الکترون و در نافلزات با گرفتن الکترون همراه است.

## ماهیت یون
وقتی اتم‌ها به یون تبدیل می‌شوند، خواص آن‌ها شدیداً تغییر می‌کند؛ مثلاً مجموعه‌ای از مولکول‌های برم قرمز است. ولی یون‌های برم در رنگ بلور مادهٔ مرکب هیچ دخالتی ندارند. یک قطعه سدیم (Na) شامل اتم‌های سدیم نرم است. خواص فلزی دارد و بر آب به شدت اثر می‌کند؛ اما یونهای سدیم در آب پایدارند.
مجموعه بزرگی از مولکول‌های کلر(Cl)، گازی سمّی به‌رنگ زرد مایل به سبز است، ولی یون‌های کلرید مواد مرکب رنگ ایجاد نمی‌کنند و سمّی نیستند. به همین لحاظ است که یونهای سدیم و کلر را به صورت نمک طعام می‌توان بدون ترس از واکنش شدید روی گوجه فرنگی ریخت. وقتی اتم‌ها به صورت یون در می‌آیند، ماهیت آن‌ها آشکارا تغییر می‌کند.

## خواص مواد مرکب یونی
رسانایی الکتریکی:
رسانایی الکتریکی مواد مرکب یونی مذاب به این علت است که وقتی قطب‌هایی با بار مخالف در این مواد مذاب قرار گیرد و میدان الکتریکی برقرار شود، یون‌ها آزادانه به حرکت در می‌آیند. این حرکت یون‌ها بار یا جریان را از یک جا به جای دیگر منتقل می‌کنند. در جسم جامد که یون‌ها بی‌حرکت‌اند و نمی‌توانند آزادانه حرکت کنند، جسم خاصیت رسانش الکتریکی ندارد.
سختی:
سختی مواد مرکب یونی به علت پیوند محکم میان یونهای با بار مخالف است. برای پیوندهای قوی انرژی بسیاری لازم است تا یون‌ها از هم جدا شوند و امکان حرکت آزاد حالت مذاب را پیدا کنند. انرژی زیاد به معنی نقطه جوش بالا است که خود از ویژگی‌های مواد مرکب یونی است.
شکنندگی:
مواد مرکب یونی شکننده‌اند؛ زیرا که ساختار جامد آن‌ها آرایه منظمی از یونهاست؛ مثلاً ساختار سدیم کلرید (NaCl) را در نظر بگیرید. هرگاه یک سطح از یونها فقط به فاصله یک یون در هر جهت جابجا شود، یونهایی که بار مشابه دارند در کنار یکدیگر قرار می‌گیرند و یکدیگر را دفع می‌کنند و چون جاذبه‌ای در کار نیست بلور می‌شکند. سدیم کلرید را نمی‌توان با چکش کاری، به ورقه‌های نازک تبدیل کرد. با چنین عملی بلور نمک خرد و از هم پاشیده می‌شود.

## خصلت پیوند یونی
هرچه اختلاف الکترونگاتیوی بین اتم‌هایی که با هم پیوند داده‌اند، بیش‌تر باشد؛ پیوند بین دو اتم یونی‌تر می‌شود؛ مثلاً پیوند بین اتم سدیم و کلر به شکل یک پیوند یونی در نظر گرفته می‌شود زیرا از جاذبهٔ بین یون‌های سدیم مثبت و کلر منفی -(cl) ایجاد شده است. اما پیوند بین هیدروژن و کلر را نمی‌توان پیوند یونی در نظر گرفت؛ یعنی کلر نمی‌تواند از هیدروژن الکترون بگیرد و بین این دو اتم پیوند کووالانسی شکل می‌گیرد.
از طرفی، هرچه بار کاتیون و اندازهٔ آنیون بیش‌تر شود، امکان جذب ابر الکترونی آنیون به سمت کاتیون بالاتر می‌رود و خصلت یونی پیوند کاهش می‌یابد.همچنین از ویژگی‌های ترکیبات یونی می‌توان به: سخت اما شکننده بودن و شکل گرفتن از شبکه بلوری و در حالت مذاب رسانای الکتریسیته بودن و دمای ذوب و جوش بالا اشاره کرد.

## ارتباط ساختار و خواص (انرژی شبکه)
هرچه بار یون‌ها بیشتر باشد، نیروی جاذبه بین آن‌ها قوی‌تر است. همین‌طور با کوچک شدن یون‌ها هم، پیوند یونی قوی‌تر می‌گردد. پس جدا کردن یون‌ها از هم سخت‌تر می‌شود. در این حالت می‌گوییم انرژی شبکه ترکیب یونی، بیش‌تر شده است. با افزایش انرژی شبکه، به‌طور کلی شاهد افزایش نقطه ذوب و جوش ترکیب‌های یونی هستیم. این عامل را می‌توان به همان سخت‌تر شدن جدا کردن یون‌ها از هم نسبت داد.

## مثال‌هایی از ترکیب‌های یونی
عناصر گروه IA (فلزات قلیایی)
یعنی Li , Na , K، Rb , Cs، هر یک به ترتیب یک الکترون بیشتر از گازهای نجیب، (He , Ne , Ar , Kr , Xe) دارند. اگر هر یک از این فلزات از هر اتم یک الکترون از دست بدهند، جزء باقی‌مانده آرایش الکترونی گاز نجیب متناظر خود را پیدا می‌کند؛ مثلاً، Li یک الکترون والانس در آرایش حالت پایه دارد. از دست دادن یک الکترون موجب می‌شود که Li ساختار الکترونی He را پیدا کند. یک اتم Li که فقط دو الکترون و سه پروتون داشته باشد، بار +۱ خواهد داشت.
یک اتم باردار مانند یا یک گروه از اتم‌های باردار، مانند گروه سولفات را یون می‌گویند.
عناصر گروه IIA (فلزات قلیایی خاکی)
هریک دو الکترون والانس دارند. پس برای اینکه Mg , Ca , Sr , Ba ساختار گاز نجیب را به دست آورند اتم‌های هر عنصر باید دو الکترون از دست بدهند. از دست رفتن دو الکترون موجب می‌شود که دو پروتون در هسته خنثی نشده بماند. پس هر یون بار +۲ خواهد داشت. برای جدا شدن سومین الکترون لازم است جفت الکترونهای تراز اصلی با انرژی پایین‌تر شکسته شود. این امر انرژی زیادتری می‌خواهد. جداشدن الکترونها از فلزات و تشکیل یونهای مثبت حاصل از آن‌ها را می‌توان به راه‌های مختلف ترسیم کرد.
پس جدا شدن یک الکترون از یک اتم معین جدا شدن الکترون‌های بعدی به ترتیب مشکلتر می‌شود؛ زیرا با از دست رفتن هر الکترون بار مؤثر زیادتری می‌شود و الکترون‌های باقی‌مانده را محکمتر نگاه می‌دارد. به‌طور خلاصه یونهای مثبت وقتی تشکیل می‌شوند که اتم‌های فلزی یک الکترون (گروهIA) دو الکترون (گروه IIA) یا سه الکترون (گروه IIIA) به اتم‌های غیر فلزی می‌دهند. یونهای حاصل آرایش الکترونی یکسان با یک گاز نجیب دارند.
عناصر گروه VIIA (هالوژنها)
یونهای مثبت در حضور یونهای منفی پایدار می‌شوند. خنثی شدن بار، هر دو نوع یون را پایدار می‌کند. یونهای منفی پایدار، از اتم‌هایی که شش یا هفت الکترون والانس دارند، تولید می‌شوند. این‌گونه اتم‌ها آنقدر الکترون بدست می‌آورند تا ساختار گاز نجیب را پیدا کنند؛ مثلاً اتم‌های عناصر گروه VIIA (هالوژن‌ها) هفت الکترون والانس دارند و هر یک، یک الکترون می‌خواهند تا آرایش الکترونی یک گاز نجیب را پیدا کنند.
اگر اتم‌های F , Cl , Br , I , At هر یک، یک الکترون بدست آورند، یون‌های حاصل یعنی، Ne , Ar , Kr , Xe , Rn، به ترتیب آرایش الکترونی را خواهند داشت.
عناصر گروه VIA (گروه اکسیژن)
اتم عناصر (VIA) برای رسیدن به ساختار الکترونی یک گاز نجیب هریک دو الکترون نیاز دارند. اضافه شدن دو الکترون به هر اتم، سبب تولید می‌شود. روند به دست آوردن الکترون توسط غیرفلزات، مانند از دست دادن الکترون توسط فلزات را می‌توان به راه‌های متفاوت ترسیم کرد. به‌طور خلاصه غیرفلزات یک، دو، یا سه الکترون از فلزات می‌گیرند و یون منفی ایجاد می‌کنند.
این یونهای منفی همگی الکترونهای والانس جفت شده و آرایش هشت الکترونی پایدار گازهای نجیب را دارند.
به‌طور کلی:
یون لیتیم، سدیم، پتاسیم، سزیم، نقره و یون هیدروژن بار الکتریکی ۱+ دارند.
یون فلوئورید، کلرید، برمید، یدید، و یون هیدرید بار الکتریکی ۱- دارند.
توجه کنید که هیدروژن تنها عنصری هست که هم یون مثبت تک اتمی و هم یون منفی تک اتمی دارد.
یون منیزیم، کلسیم، و یوناسترانسیم بار الکتریکی ۲+ دارند.
یون اکسید و یون سولفید بار الکتریکی ۲- دارند.
یون آلومینیوم و یون اسکاندیم بار الکتریکی ۳+ دارند.
یون نیترید و یون فسفید بار الکتریکی ۳- دارند
فرمول شیمیایی مواد مرکب یونی
فرمول شیمیایی یک ماده مرکب از لحاظ الکتریکی خنثی است. خنثی بودن الکتریکی مستلزم آن است که شمار بارهای مثبت و منفی در بلور ماده مرکب برابر باشند. دو برای هر، سه یون برای دو یون Al^۳+ و الی آخر. در بلور نمک طعام یونهای با جاذبه الکتریکی میان بارهای مخالف، در جای خود نگاه داشته شده‌اند.
علاوه بر این، برای خنثی بودن این ماده مرکب باید نسبت یونهای سدیم به یونهای کلرید ۱ به ۱ باشد. در این صورت ساده‌ترین فرمول آن خواهد بود. در ساختار بلورین هر یون سدیم با هر شش یون کلرید اطراف آن جذب می‌شود. به همین طریق هر یون کلرید با هر شش یون سدیم اطراف آن جذب می‌شود.
در ساختارهای یونی هیچ مولکول تک اتمی وجود ندارد، یعنی هیچ یون خاصی وجود ندارد که منحصراً به یک یون دیگر بپیوندد.